# بيير كوربيل
بيير كوربيل هو طبيب أسنان وسياسي كندي، ولد في 23 يونيو 1955 في سان هياسنت في كندا. نشط حزبياً في حزب كيبيك الليبرالي. وقد انتخب Minister of Agriculture of Quebec ‏ (3 فبراير 2011 – 19 سبتمبر 2012) وانتخب عضو الجمعية الوطنية في كيبك ‏.